# BDWM交通ABe4/8形電車

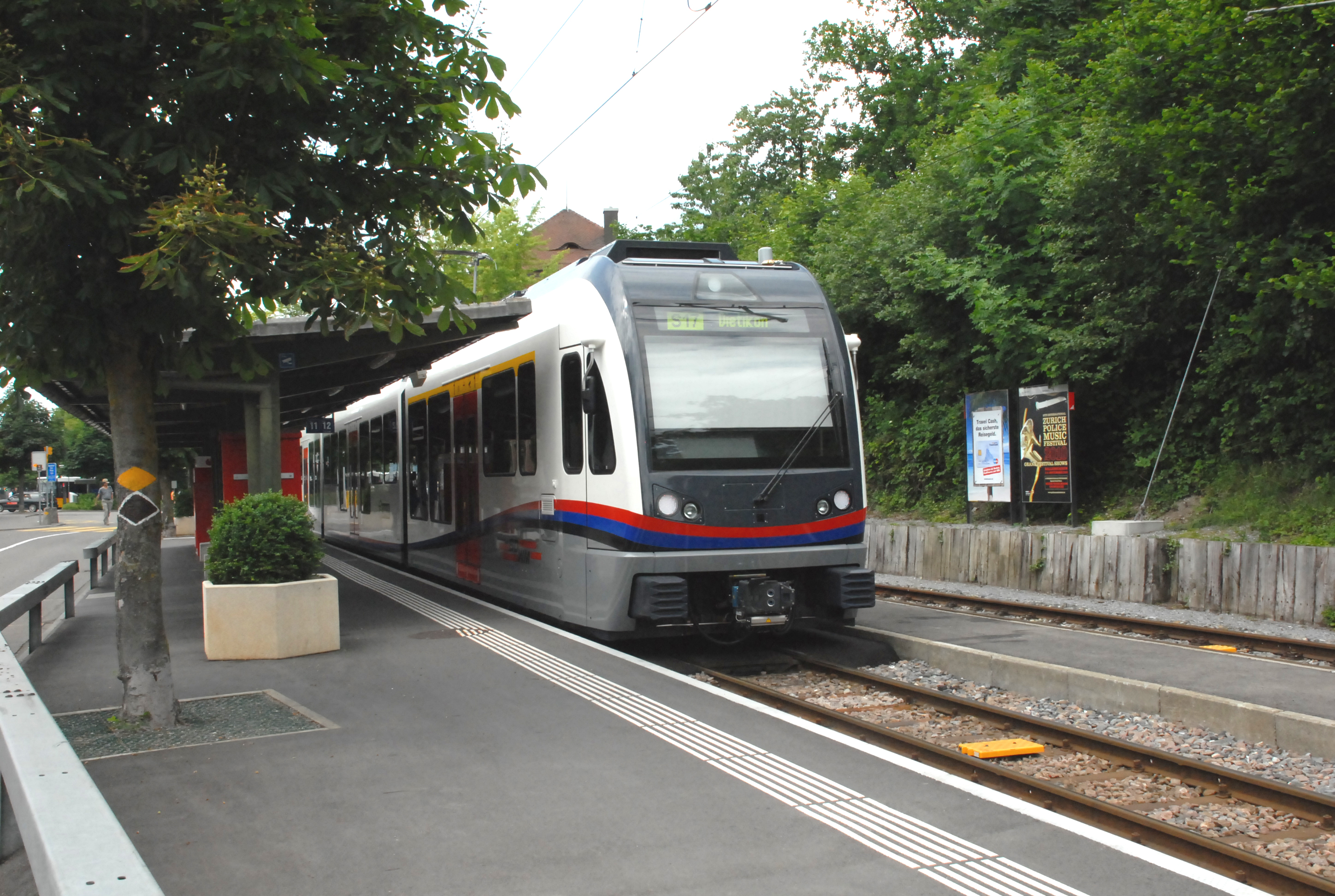
ABe4/8 5001号機、ヴォーレン駅、2010年

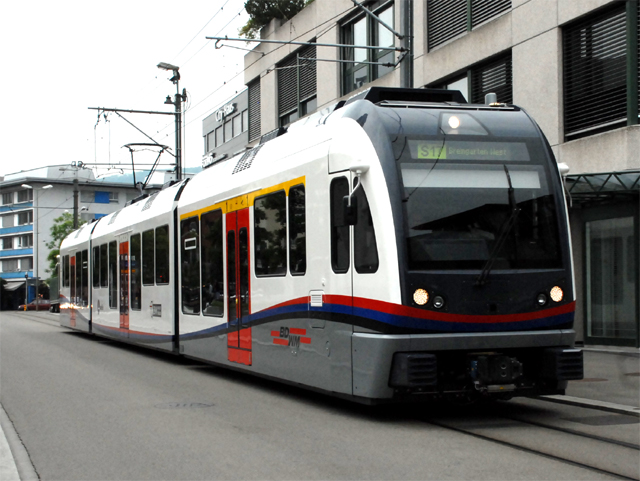
ABe4/8 5001号機、ディーティコン付近の併用軌道区間

BDWM交通ABe4/8形電車（BDWMこうつうABe4/8がたでんしゃ）は、スイスのBDWM交通（BDWM Transport(BDWM)）で使用される電車である。

## 概要
チューリッヒのSバーンのS-17系統としてアールガウ州からチューリッヒ州への通勤路線となっているなっているBDWM鉄道では、前身であるブレンガルテン-ディーティコン鉄道時代に導入した1969年製のBDe8/8形および1993年製の部分低床式電車であるBe4/8形で運行していたが、BDe8/8形の老朽化が進んでいたことと、2両固定編成のBe4/8形の1両あたりの全長が約19mと長く本鉄道の急曲線に不向きであったこと、全列車に1等車を導入することとなったことから運行している車両をすべて置き換えることとなり、導入されたのが3車体4台車の変則連接式のABe4/8形であり、2009年12月17日に5001号機が、2010年1月16日に5002号機が導入され、2011年までに5014号機までの14編成が導入されている。
本機はスイスのシュタッドラーが2004年から製造している都市近郊列車用部分低床式電車であるFLIRTシリーズのコンセプトを取り入れ、基本構造や寸法はアーレ・ゼーラント交通のBe4/8形を、電機品はベルン-ソロトゥルン地域交通のRABe4/12 21-26形をベースとしたシュタッドラー社のテーラーメードシリーズの車両であり、可変電圧可変周波数制御により連続定格出力800kW、最大牽引力120kNで1.2m2の加速度を持つ都市近郊列車用機であり、床面高さレール面上385mmの低床部を60%以上確保したバリアフリー対応の機体でもある。車体と機械部分の製造および最終組立をシュタッドラーが、主要な電機品の製造をABB Schweizが担当しており、「DIAMANT」（Dynamischer, Innovativer, Attraktiver, Moderner und Agiler Niederflur-GelenkTriebzug、ダイナミックで革新的、魅力的、現代的で機敏な連接式低床電車）の名称がつけられている。また、下記の通り一部機体には機体名と紋章がつけられている。
- 5001 - Kanton Aargau
- 5002 - Kanton Zürich
- 5003 - Bremgarten
- 5004 - Dietikon
- 5005 - Wohlen
- 5006 - Berikon
- 5007 - Widen
- 5008 - Zufikon
- 5009 - Rudolfstetten-Friedlisberg
- 5010 - Waltenschwil

## 仕様

### 車体
- 本機は車軸配置Bo'2'2'Boで3車体4台車で中間車が通常のボギー式で付随台車付、先頭車は先頭側にのみ動台車が付き、連結側は中間車に載り掛かる片持式とすることで低床部の床面積を確保している。編成両端の先頭車は編成端側の動台車上が床面高さ1010mmの高床式、その他の部分が385mmの低床部であり、中間車は低床部は床面高さ385mmで従台車上はステップ2段を介して経由して950mmまで床面が高くなっている。客室は前位（ディーティコン）側の先頭車が1等室、中間車および後位（ブレムガルテン）側先頭車が2等室で、中間車に車椅子スペースおよび自転車積載スペースが用意されている。
- 車体の構体は基本的にアルミ製で、車端耐荷重800kNに対応しており、運転台部分のみガラス繊維強化プラスチック製、モジュール構造となっている車体の断面は車体側面の上部を内側に絞った6角形で、台車側面部分も一体となり、台車が構体内に完全に収まるものとなっている。先頭部は、衝撃吸収構造の連結器および補助バッファを設けるとともにその基部の構体部分を衝撃吸収構造として衝突時に備えている。
- 先頭部は当初マッターホルン・ゴッタルド鉄道ABDeh4/8・ABDeh4/10形やASmのBe4/8形と同様のくの字形の直線的なデザインで計画されていたが、その後縦方向に曲面で大きく絞り込み、前面窓ガラスは大型の1枚曲面ガラスとしたデザインに変更となっており、前面窓上部にLEDの行先表示器が設置されており、下部左右およびキセノンランプの前照灯とLEDの標識灯が、行先表示器上部に前照灯が設置されている。
- 側面は窓扉配置1d2D2 - 3D3 - 2D2d1で、側面窓は大型の固定式として、先頭車の編成中央側の窓内にはLED式の行先表示器が設置されている。なお、窓は低床部のものが幅1550mmで高さは1775mm、高床部のものは1630mm（運転台後部のみ780mm）、1151mmで、上辺を揃えて設置されている。乗降扉はBode[7]製の幅1600mmで電機駆動、両開式のスライド式プラグドアであり、扉下部の折畳式のステップを設置している。
- 室内は両先頭車の編成端が長さ1828mmの運転室、その背面が長さ772mmの機器室となっており、さらに長さ約2600mm高床部客室、約5400mmの乗降扉部と低床部客室と続いており、車端部は126mmの機器スペースとなっている。また、中間車は車端部が長さ176mmの機器スペースとなっているほか、両側が長さ約3500mmの高床部客室、中央部が長さ約3900mmの乗降扉部と車椅子スペースおよび自転車積載スペースとなっている。
- 座席は1等室が2+1列の3人掛けでシートピッチ1900mm、2等室は2+2列の4人掛けでシートピッチ1750mm（対面部）の4人掛けいずれも固定式クロスシートで、いずれも1名分ずつの独立した形状のバケットシートで肘掛とヘッドレスト付であり、1等室のものは肘掛も1名分ずつ独立した1名分の幅549.5mmのもの、2等室のものは2名分で幅992mmのものとなっている。また、各車の乗降扉部および車椅子スペースおよび自転車積載スペースには折畳式の横向座席が設置されている。
- 室内の乗降扉部天井には枕木方向に2画面ずつ計12画面のGPSと連動した列車位置情報など各種案内用の液晶ディスプレイが設置されている。なお、これらの機器および車内放送装置、対話式の車内非常通報装置、客室天井に設置された室内監視カメラ等はRuf-Gruppe[8]製のVisiWebと呼ばれるシステムによって統合されている。
- 運転室は右側運転台のデスクタイプで、2ハンドル式のマスターコントローラーを設置しており、3面式の計器盤の各計器類は従来タイプの針式のものを中心に、車両情報装置用の液晶ディスプレイが設置されており、側面窓には電動式のバックミラーが設置されている。
- 連結器は車体取付式で圧縮荷重900kN、牽引荷重600kN、吸収エネルギー120kJ、2本の空気管を同時に接続でき、下部に電気連結器を併設している新型のSchwab[9]製のTyp FK-9-6自動連結器で、連結器の左右に補助バッファが設置されている。
- 本機は低床部を確保するため、主制御器やパンタグラフ、空調装置などの機器を屋根上に設置しており、各車の屋根肩部にはルーバーの設置された機器冷却用空気取入口が設置されているほか、全車のその他の箇所には空気取入口と連続する形で屋根上機器カバーが設けられている。
- 塗装
  - 車体塗装は白をベースに車体下部をグレーとして波型に塗分け、その境界部に赤、青および黒の細帯が入るもので、正面および側面上部をダークグレー、乗降扉は赤としたもので、1等室の窓上には黄帯が、車体の先頭車の側面下部編成端側にはBDWM交通のマークが、中間車の側面右側にはチューリッヒSバーンを運営するZVVの、左側にはアールガウ州の運賃境界であるwelleのそれぞれマークが入る。
  - 室内は側壁面および天井がライトグレーで扉周辺がグレーであり、1等室の床面は木貼で、座席は黒およびグレーの革貼り、2等室の床面はグレーで座席は黒およびライトグレーのモケット貼りとなっている。

### 走行機器
- 制御方式は主変換装置にIGBTを使用した可変電圧・可変周波数式で、1台の制御装置で1台×2組の主電動機を駆動するほか、補助電源装置まで一体化した750kgのものとなっており、両先頭車の屋根上に1基ずつ設置されている。
- 主制御装置はRBSのRABe4/12形にも採用されているABB-Schweiz製BORDLINEシリーズのCC 600 DCの屋根上搭載タイプで、架線からのDC1200V（最低600V、最大1800V）入力を走行用に三相AC0-765Vに変換して最大300kW×2を出力するほか、補機駆動用の三相AC400V50Hz-25kVAおよびDC36V-8kWを出力し、IGBT素子の冷却は水冷式で、冷却水の冷却は制御装置内に設置した送風機によるものとなっている。
- 車両情報装置としてSelectron Systems[10]製のMAS-Tを搭載している。この装置は力行、ブレーキ指令や空転制御やブレーキ力調整などの制御伝送にも対応しているほか、乗降扉、空調装置、モニタ装置、各種表示装置の制御が可能であり、主な伝送に2系統のCANopenを使用し、イーサネット、RS-232等でも各機器とのデータ伝送が可能であり、3編成までの重連総括制御が可能となっている。
- ブレーキ装置は電気ブレーキとして主制御装置による回生ブレーキを主としてブレーキチョッパ回路によって発電ブレーキを併用することが可能となっているほか、2系統の空気ブレーキおよび電磁吸着ブレーキを装備する。
- 主電動機はtraktionssysteme austria[11]製のTyp TMF 42-29-4かご形三相誘導電動機 を減速比1:6.7で4台搭載し、連続定格出力800kW、起動-35km/h牽引力120kN、最高速度80km/hの性能を発揮する。動力は駆動装置出力軸と動軸に設置された中空軸間および、中空軸と動軸間でクイルと積層ゴムブロックを使用した継手で変位を吸収するクイル式駆動方式の一種で動輪へ伝達される。
- 台車はシュタッドラー製の低床式台車を使用しており、動台車、従台車ともに車輪径750 mm[12]で、固定軸距は動台車1900 mm、従台車は1700 mm、枕ばねは空気ばね、軸ばねはコイルばねで軸箱支持方式は軸梁式となっている。基礎ブレーキ装置いずれもはディスクブレーキで、動台車は片側の車輪にブレーキディスクを組み込んだキャリパーブレーキ方式のもの、従台車は車軸中央にブレーキディスクを組み込んだものであるほか、各台車の台車中央のレール面上に電磁吸着ブレーキを装備する。

### 主要諸元
- 軌間：1000mm
- 電気方式：DC1200V 架空線式
- 最大寸法：全長37500mm、全幅2650mm、屋根高3750mm、全高4020mm
- 軸配置：Bo'2'2'Bo'
- 動輪径：750mm
- 従輪径：750mm
- 自重：52t
- 座席定員：20名（1等）、43+27名（2等室、中間車＋先頭車）、11名（折畳座席）
- 走行装置
  - 主制御装置：IGBT使用のVVVFインバータ制御
  - 主電動機：Typ TMF 42-29-4かご形三相誘導電動機×4台
- 連続定格出力：800kW
- 最大出力：1200kW
- 起動時牽引力：120kN、約35km/hまで一定
- 最大電気ブレーキ力：120kN、約45km/hから一定
- 起動加速度：1.2m/s2
- 最高速度：80km/h
- 減速比：1.6.7
- ブレーキ装置：回生ブレーキ、発電ブレーキ、空気ブレーキ、電磁吸着ブレーキ

## 運行

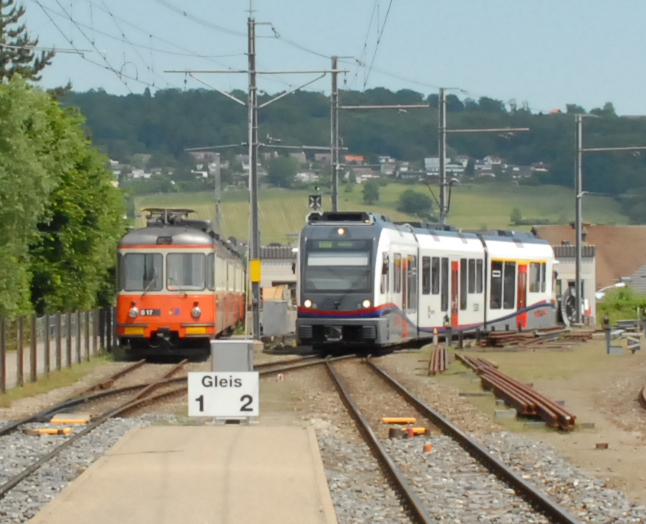
BDe8/8形と並ぶABe4/8 5001号機、ブレムガルテン西駅、2010年

- 5001号機は2010年4月から、5002号機は5月から運用に入っており、その後7月から毎月1編成ずつ計12編成が導入されて2011年半ばには全編成が揃い、これまで使用されてきたBDe8/8形9編成とBe4/8形5編成を置き換えている。なお、BDe8/8形は動態保存される1編成を残して廃車となり、Be4/8形は同形で側面客室窓1箇所分車体長の長いBe4/8形を7編成所有するヴィネンタル-ズーレンタル鉄道（Wynental- und Suhrentalbahn（WSB））に全編成が売却されている。
- ブレンガルテン-ディエティコン鉄道はアールガウ州のヴォーレンからブレンガルテンを経由してチューリッヒ州のディーティコンに至る18.9kmの路線であり、最急勾配56パーミル、最急曲線半径33m、標高389-550mの路線となっている。両端駅でスイス国鉄に接続するほか、ヴォーレンからブレンガルテン西間6.4kmは2011年まで1435mm軌間の旧ヴォーレン-マイスターシュヴァンデン鉄道線との三線軌条であり、現在でも軌道はスイス国鉄からのリースとなっているほか、ディーティコン付近約1.3kmは併用軌道となっている。1990年5月27日にはチューリッヒのSバーンに指定されてS-17系統となり、1995年には一部区間の複線化が行われている。

## 同型機
- スイス北部の私鉄であるフラウエンフェルト-ヴィル鉄道[13]では2013夏の運行開始を目指し、BDWM交通のABe4/8形と同型の3車体連接式の電車を導入する計画である。なお、同鉄道でもBDWM交通と同様に新型電車の導入によりバリアフリー化と1等室の新設によるサービス向上を図ることとなっている。